# Bidens oblonga
Bidens oblonga là một loài thực vật có hoa trong họ Cúc. Loài này được (Sherff) Wild mô tả khoa học đầu tiên năm 1967.